# Gradi della polizia locale della Toscana
Tabella riassuntiva dei gradi della polizia locale della Toscana. I gradi sono rappresentati apposti sulle spalline da indossare della divisa ordinaria, su guaine (tubolari) da indossare sulle controspalline di camicie, di maglioni e di giacche, e su supporti di velcro pettorali. Il colore della divisa è il blu Pantone. I distintivi di grado e la progressione tra i gradi sono regolati dal Decreto del Presidente della Giunta Regionale della Toscana del 12 maggio 2025 n. 25, nella fattispecie dall'allegato C.

## Tabelle riassuntive dei distintivi di grado dal 2025

### Comandanti
| Grado                                              | Distintivo per controspallina | Distintivo tubolare | Distintivo pettorale | Soggolo |
| -------------------------------------------------- | ----------------------------- | ------------------- | -------------------- | ------- |
| Dirigenti                                          |                               |                     |                      |         |
| Dirigente Generale Comandante                      |                               |                     |                      |         |
| Dirigente Comandante                               |                               |                     |                      |         |
| Area dei funzionari e delle elevate qualificazioni |                               |                     |                      |         |
| Comandante (di Corpo non dirigente)                |                               |                     |                      |         |
| Comandante (di Servizio)                           |                               |                     |                      |         |

### Gradi ordinari
| Grado                                                         | Distintivo per controspallina | Distintivo tubolare | Distintivo pettorale | Soggolo |
| ------------------------------------------------------------- | ----------------------------- | ------------------- | -------------------- | ------- |
| Dirigenti                                                     |                               |                     |                      |         |
| Dirigente                                                     |                               |                     |                      |         |
| Area dei funzionari e delle elevate qualificazioni            |                               |                     |                      |         |
| Commissario Capo Coordinatore                                 |                               |                     |                      |         |
| Commissario Capo                                              |                               |                     |                      |         |
| Commissario                                                   |                               |                     |                      |         |
| Vice Commissario                                              |                               |                     |                      |         |
| Sostituto Commissario                                         |                               |                     |                      |         |
| Area degli istruttori - Titolari di Funzioni di Coordinamento |                               |                     |                      |         |
| Coordinatore Superiore                                        |                               |                     |                      |         |
| Coordinatore Scelto                                           |                               |                     |                      |         |
| Coordinatore                                                  |                               |                     |                      |         |
| Vice Coordinatore                                             |                               |                     |                      |         |
| Area degli istruttori                                         |                               |                     |                      |         |
| Sovrintendente Superiore                                      |                               |                     |                      |         |
| Sovrintendente Scelto                                         |                               |                     |                      |         |
| Sovrintendente                                                |                               |                     |                      |         |
| Assistente Scelto                                             |                               |                     |                      |         |
| Assistente                                                    |                               |                     |                      |         |
| Agente Scelto                                                 |                               |                     |                      |         |
| Agente                                                        |                               |                     |                      |         |

## Criteri e modalità per l'attribuzione e la progressione del grado
I criteri e le modalità per l'attribuzione e la progressione dei gradi della Polizia Locale della Toscana sono normati dall'art. 6 e dall'allegato C del Decreto del Presidente della Giunta Regionale della Toscana del 12 maggio 2025 n. 25, con cui viene completamente riformata la precedente normativa in materia.
Il grado di primo accesso è Agente per il personale inquadrato nell'Area degli Istruttori (ex categoria contrattuale C) e Vice Commissario, per il personale inquadrato nell'Area dei Funzionari e delle Elevate Qualificazioni (ex categoria contrattuale D). Nel novellato normativo è stata introdotta nell'Area degli Istruttori un'apposita sezione per gli Istruttori con Funzioni di Coordinamento, il cui grado di primo accesso è Vice Coordinatore.
L'avanzamento di grado per il personale inquadrato nell'Area degli Istruttori, dal grado di Agente al grado di Sovrintendente Superiore, è determinato unicamente dall'esperienza lavorativa in polizia locale. Analogamente, l'avanzamento di grado per il personale inquadrato nell'Area degli Istruttori con Funzioni di Coordinamento, dal grado di Vice Coordinatore al grado di Coordinatore Superiore, è determinato unicamente dall'esperienza lavorativa in polizia locale con Funzioni di Coordinamento.
L'avanzamento di grado per il personale inquadrato nell'Area dei Funzionari e delle Elevate Qualificazioni, dal grado di Vice Commissario al grado di Commissario, è determinato unicamente dall'esperienza lavorativa da Funzionario, mentre dal grado di Commissario al grado di Commissario Capo Coordinatore, è determinato, oltre che dall'esperienza lavorativa da funzionario, anche dal limite del contingente numerico stabilito da ogni amministrazione, dalla titolarità di incarico di Elevata Qualificazione e dal numero di abitanti dell'ente.

### Progressione nei gradi superiori interni all'Area degli Istruttori (ex cat. C)
- da Agente ad Agente Scelto: 5 anni di anzianità da Istruttore;
- da Agente Scelto ad Assistente: 10 anni di anzianità da Istruttore;
- da Assistente ad Assistente Scelto: 15 anni di anzianità da Istruttore;
- da Assistente Scelto a Sovrintendente: 20 anni di anzianità da Istruttore;
- da Sovrintendente a Sovrintendente Scelto: 25 anni di anzianità da Istruttore;
- da Sovrintendente Scelto a Sovrintendente Superiore: 30 anni di anzianità da Istruttore.

- Vice Coordinatore: Istruttore che ha superato apposito corso di formazione con esame finale, nel limite dei posti previsti dai singoli regolamenti degli enti, a cui sono attribuite Funzioni di Coordinamento;
- da Vice Coordinatore a Coordinatore: 5 anni di anzianità da Istruttore con Funzioni di Coordinamento;
- da Coordinatore a Coordinatore Scelto: 10 anni di anzianità da Istruttore con Funzioni di Coordinamento;
- da Coordinatore Scelto a Coordinatore Superiore: 15 anni di anzianità da Istruttore con Funzioni di Coordinamento.

### Progressione nei gradi superiori interni all'Area dei Funzionari e delle Elevate Qualificazioni (ex cat. D)
- Sostituto Commissario: grado ad esaurimento assegnato indipendentemente dagli anni di esperienza a personale precedentemente inquadrato nel ruolo di Specialista di Vigilanza di cui all'art. 29 lettera b) e c) del CCNL 14/09/2000, senza ulteriori progressioni di grado;

- da Vice Commissario a Commissario: 5 anni di anzianità da Funzionario; viene assegnato anche ai Funzionari inquadrati nel grado di Ispettore all'entrata in vigore del nuovo regolamento;
- da Commissario a Commissario Capo: 10 anni di anzianità da Funzionario e nei limiti del contingente numerico stabilito dalla singola amministrazione; viene assegnato anche ai Funzionari inquadrati nel grado di Commissario all'entrata in vigore del nuovo regolamento;
- da Commissario Capo a Commissario Capo Coordinatore: 15 anni di anzianità da Funzionario, con incarico di Elevata Qualificazione, nelle amministrazioni con 50.000 abitanti; viene assegnato anche ai Funzionari inquadrati nel grado di Commissario all'entrata in vigore del nuovo regolamento.

## Tabelle riassuntive dei distintivi di grado fino al 2025
I distintivi di grado erano regolati dalla L.R. 12/2006 e dalla D.P.G.R. del 2 marzo 2009, n. 6/R - (B.U.R.T. n. 5 dell'11/03/2009), che aveva sostituito la L.R. n. 82/1998. I gradi erano rappresentati apposti sulle controspalline della divisa ordinaria.

### Comandanti
| Grado                                                                         | Distintivo per controspallina | Distintivo tubolare | Distintivo pettorale | Soggolo |
| ----------------------------------------------------------------------------- | ----------------------------- | ------------------- | -------------------- | ------- |
| Dirigenti                                                                     |                               |                     |                      |         |
| Dirigente (di Comune capoluogo di Provincia) Dirigente di Polizia Provinciale |                               |                     |                      |         |
| Dirigente (di Comune non capoluogo di Provincia)                              |                               |                     |                      |         |
| Area dei funzionari e delle elevate qualificazioni                            |                               |                     |                      |         |
| Commissario                                                                   |                               |                     |                      |         |
| Ispettore                                                                     |                               |                     |                      |         |
| Sovrintendente                                                                |                               |                     |                      |         |

### Gradi ordinari
| Grado                                                                         | Distintivo per controspallina | Distintivo tubolare | Distintivo pettorale | Soggolo |
| ----------------------------------------------------------------------------- | ----------------------------- | ------------------- | -------------------- | ------- |
| Dirigenti                                                                     |                               |                     |                      |         |
| Dirigente (di Comune capoluogo di Provincia) Dirigente di Polizia Provinciale |                               |                     |                      |         |
| Dirigente (di Comune non capoluogo di Provincia)                              |                               |                     |                      |         |
| Area dei funzionari e delle elevate qualificazioni                            |                               |                     |                      |         |
| Commissario                                                                   |                               |                     |                      |         |
| Ispettore                                                                     |                               |                     |                      |         |
| Sovrintendente                                                                |                               |                     |                      |         |
| Area degli istruttori                                                         |                               |                     |                      |         |
| Assistente Scelto                                                             |                               |                     |                      |         |
| Assistente                                                                    |                               |                     |                      |         |
| Agente Scelto                                                                 |                               |                     |                      |         |
| Agente                                                                        |                               |                     |                      |         |